# کومورو ماکو
کومورو ماکو (به ژاپنی: 小室眞子) (متولد ۲۳ اکتبر ۱۹۹۱) فرزند اول و اولین دختر فومی‌هیتو، شاهزاده آکی‌شینو است. او همچنین بزرگترین نوه امپراتور سابق ژاپن آکی‌هیتو است. پس از ازدواجش بر طبق رسم خانواده سلطنتی ژاپن القابش را از دست داد و خانواده سلطنتی را ترک گفت.